# Грюнинген (Цюрих)
Грюнинген (нем. Grüningen ZH) — коммуна в Швейцарии, в кантоне Цюрих.
Входит в состав округа Хинвиль. Население составляет 2861 человек (на 31 декабря 2007 года). Официальный код — 0116.